# 鄂尔多斯扎萨克郡王
鄂尔多斯左翼中旗扎萨克多罗郡王为清朝内扎萨克蒙古鄂尔多斯左翼中旗的世袭扎萨克多罗郡王。清顺治六年（1649年）额璘臣被封为扎萨克多罗郡王，诏世袭罔替。康熙十八年（1679年），固噜晋封和硕亲王。後復為多羅郡王。民國初年北洋政府又於1912年晉升為扎薩克親王，直至職務被廢除。

## 鄂尔多斯扎萨克郡王世系
| 世代     | 姓名           | 年份           | 备注             |
| -------- | -------------- | -------------- | ---------------- |
| 第一代   | 额璘臣         | 1649年－1656年 |                  |
| 第二代   | 巴图           | 1656年－1657年 | 额璘臣从子       |
| 第三代   | 固噜           | 1657年－1692年 | 额璘臣从子       |
| 第四代   | 栋啰布         | 1692年－1718年 | 固噜子           |
| 第五代   | 萨克巴         | 1718年－1720年 | 栋啰布子         |
| 第六代   | 喇什班珠尔     | 1720年－1728年 | 萨克巴弟         |
| 第七代   | 札木杨         | 1728年－1758年 | 萨克巴子         |
| 第八代   | 车凌多尔济     | 1758年－1780年 | 札木杨子         |
| 第九代   | 达尔玛咱第     | 1780年－1785年 | 车凌多尔济子     |
| 第十代   | 什当巴拜       | 1785年－1812年 | 达尔玛咱第弟     |
| 第十一代 | 巴宝多尔济     | 1812年－1835年 | 什当巴拜子       |
| 第十二代 | 图们济尔噶勒   | 1835年－1837年 | 巴宝多尔济子     |
| 第十三代 | 额尔齐木毕里克 | 1837年－1901年 | 图们济尔噶勒子   |
| 第十四代 | 特克斯阿勒坦   | 1901年－1917年 | 额尔齐木毕里克子 |
| 第十五代 | 图布升吉尔格勒 | 1917年－1949年 | 特克斯阿勒坦子   |
| 第十六代 | 奇忠义         | 1949年－1949年 | 图布升吉尔格勒孙 |